# .cy
.cy és l'actual domini de primer nivell territorial (ccTLD) de Xipre. És administrat per la Universitat de Xipre i només pot ser sol·licitat per les entitats que disposin d'una marca comercial o individual registrada al país, així com els seus residents.